# Republiken Jamtlands flagga

Republiken Jamtlands flagga

Republiken Jamtlands flagga, ibland även benämnd Jamtflaggan eller Republikfanan (trots att det inte är någon fana), är en flagga för Republiken Jamtland.

## Historik
Flaggan skapades år 1983 av Bo Oscarsson och Kent Backman. Landskapet Jämtland hade en flagga redan på 1500-talet som omtalas i samband med att den danske länsherren Vincens Lunge år 1528 gick sin så kallade Eriksgata: "han looth bera j process lanzens banere" - han lät bära i procession landets banér. Någon information om hur den flaggan såg ut finns dock inte.
Flaggan hissades för första gången den 23 juli år 1983 i samband med att Storsjöyran återupplivades av bland andra Moltas Erikson och den första flaggan såldes till allmänheten på Stortorget i Östersund av Storjamten Lars-Göran Larsson.

## Symbolik
Flaggan består av tre fält som är en halv meter breda och två meter långa och deras proportion är tre till fyra. Det blåa fältet symboliserar Jämtlands himmel, det vita fältet symboliserar Härjedalens fjäll och det gröna fältet symboliserar Ragundas skogar. Flaggan avviker medvetet från de skandinaviska korsflaggorna.

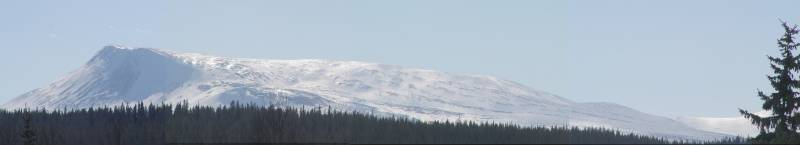
Sonfjället i Härjedalen visar konceptet bakom flaggan; en blå himmel, ett vitt fjäll och en grön skog.

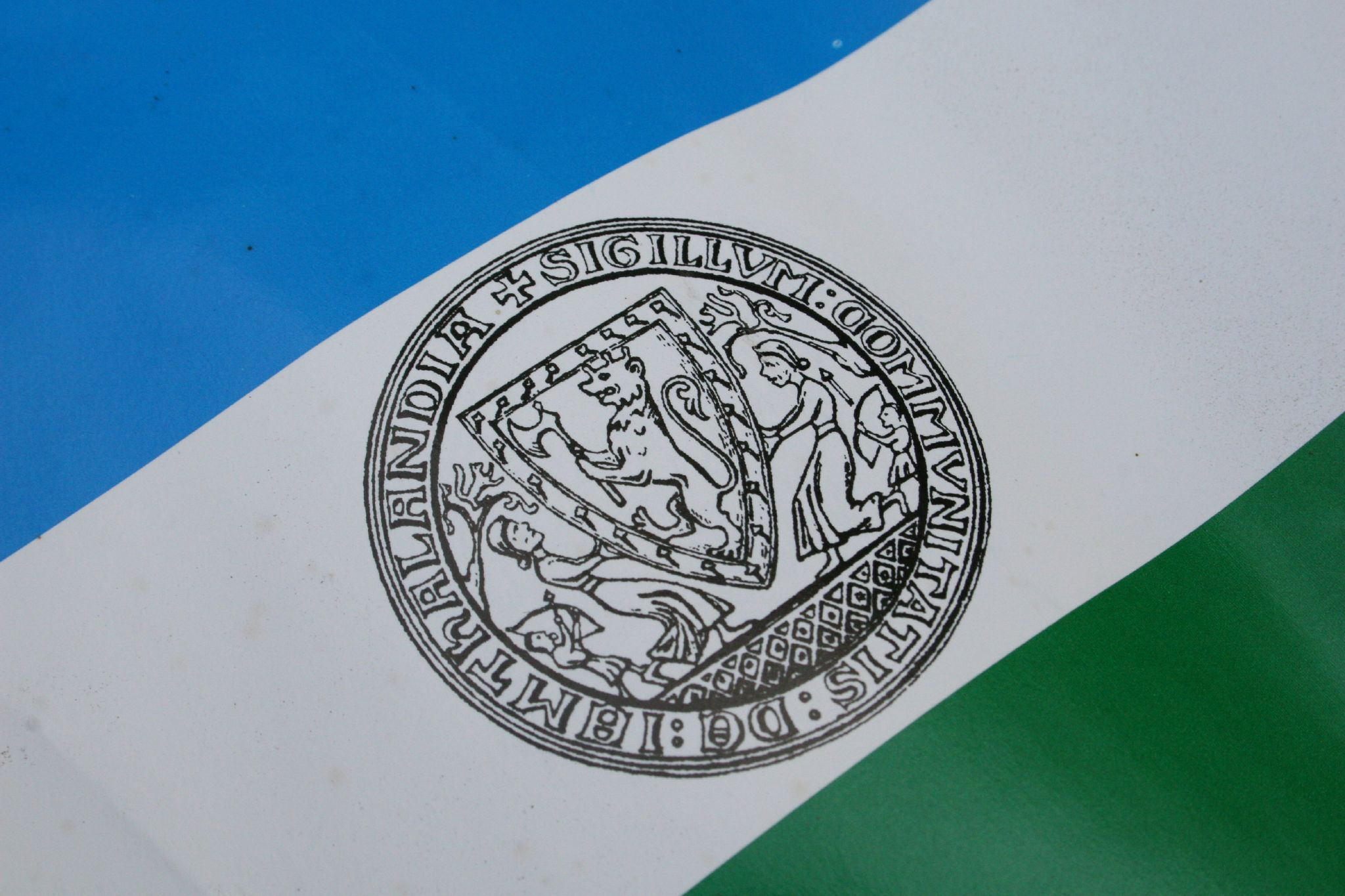
Jämtlands gamla sigill

Republiken Jamtlands Vimpel

I mitten av flaggan finns det jämtska sigillet som den norske kungen Magnus Lagaböter gav åt allmogen i Jämtland år 1274. I mitten av sigillet finns en okrönt sköld med ett yxbeväpnat upprättstående lejon, den norske løve (det norska lejonet). Att skölden är okrönt antas visa att Jämtland hade en särställning i det norska riket, i gamla handlingar kallas Jämtland för "det östra riket, öystræ rikinu". På varje sida om skölden kan två jämtska jägare med pilbågar riktade mot ekorrar skönjas. Ekorrarnas vinterpäls, gråskinn, utgjorde den skatt jämtarna betalat till den norska kronan sedan slaget på Storsjöns is vid Andersön år 1178.
Sigillet var i bruk från år 1274 till år 1570, då Danmarks kung avskaffade sigillet efter den svenska ockupationen av Jämtland-Härjedalen under åren 1564 till 1570. Den danske kungen Christian IV gav Jämtland år 1635 det landskapsvapen som ännu idag är gällande.
Runt sigillet står en text på latin som lyder "+SIGILLVM:COMMVNITATIS:DE:IEMThALANDIA" (sigillet för allmogen i Jämtland).

## Användning

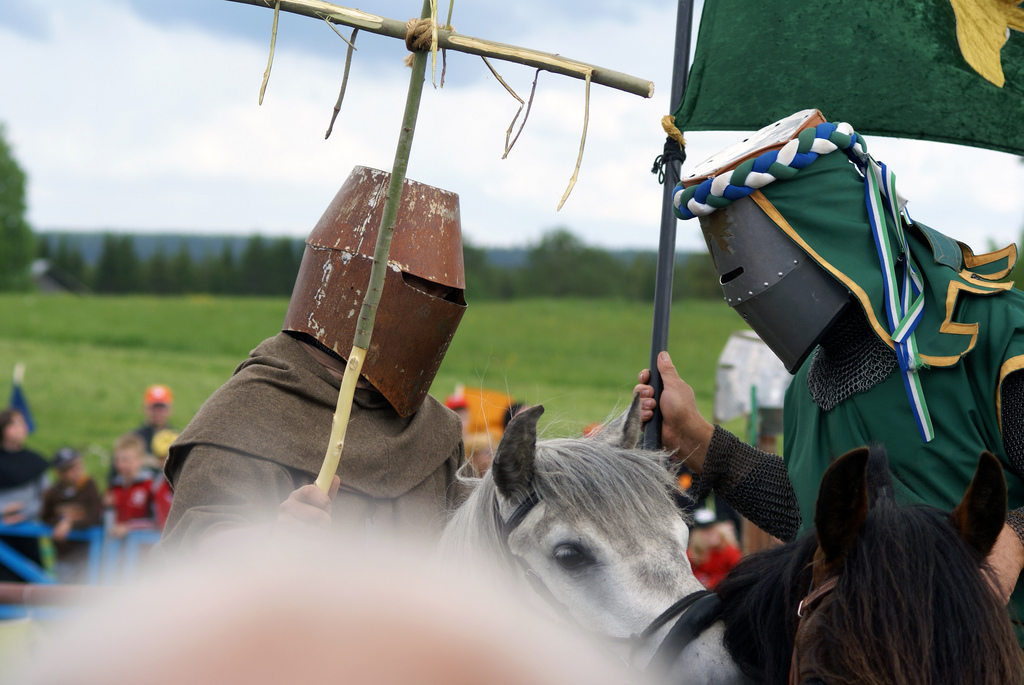
Riddare Älgkrona (till höger) med republikens flaggas färger på riddarspelen i Lorås 2008.

Republiken Jamtlands flagga används ofta runt om i Jämtland, bland annat året runt på Stortorget i Östersund. Användningen i Härjedalen är dock mer sparsam då landskapet har en egen flagga. Lokala varianter av flaggan har också spontant skapats i olika delar av republiken. I den nordligaste delen, Frostvikens socken, har t.ex. sigillet ofta ersatts av Frostvikens gamla kommunvapen. Den absolut vanligaste vardagsanvändningen av flaggan är som mindre fasadflagga, särskilt på fritidshusen.
Republiken Jamtlands flagga är populär inom idrottsrörelsen i Jämtland, många lag använder sig av flaggan som till exempel det amerikanska fotbollslaget Jamtland Republicans.
Flaggan är även vanlig i kommersiella sammanhang, och många företag i Jämtland använder sig av flaggan, antingen används dess ursprungsutformning eller diverse modifierade versioner.

## Flaggdagar
- 12 mars – dagen då det urgamla alltinget Jamtamot sammanträdde på Bynäset, Frösön
- 16 juni – dagen då lagtinget hölls på Dragedet, Frösön
- 23 juli – Flaggans dag (i samband med Storsjöyran)
- 23 december – Sjursmäss, kristen högtid i Jämtland, Härjedalen, Tröndelag och Nordland till minne av det lokala helgonet Sigurd, tidigare ärkebiskop i Nidaros stift

## Galleri

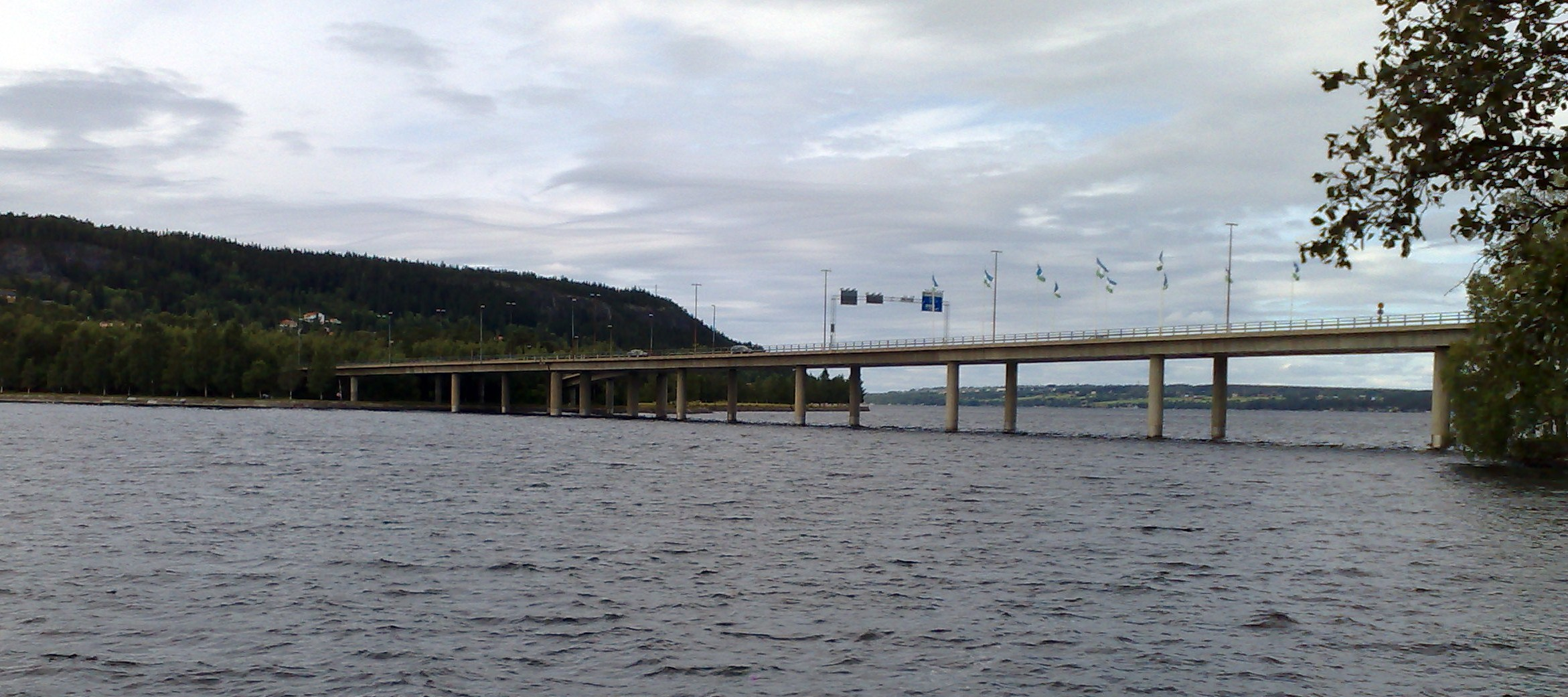
Republikflaggor på Frösöbron.
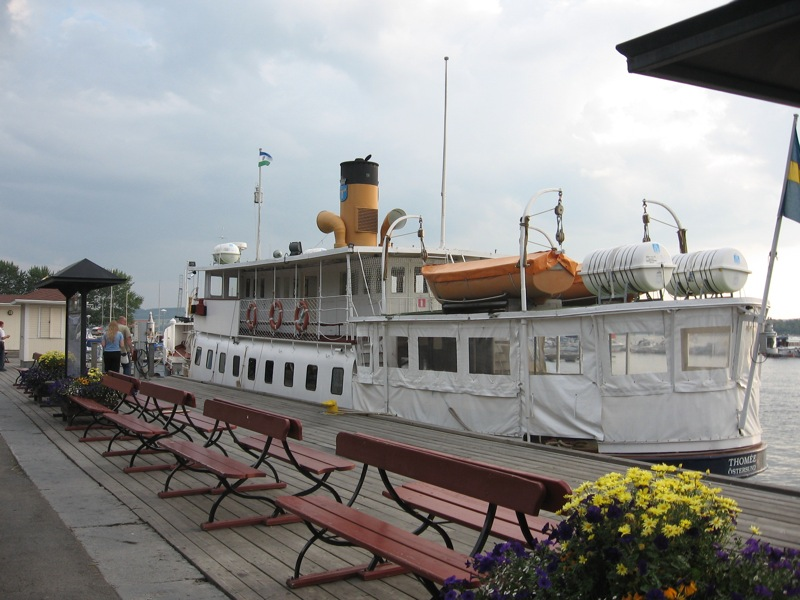
S/S Thomée med både republikflaggan och den svenska hissad.

## Likheter med andra flaggor
Färgkompositionen är identisk med Maldivernas örlogsflagga, Lesothos nationsflagga, den ryska republiken Basjkiriens (Basjkortostans) flagga samt Ladiniens inofficiella flagga.